# 普拉塔狸藻
普拉塔狸藻（學名：Utricularia platensis）為狸藻屬多年生中型至大型浮水生食虫植物。其种加词“platensis”来源于原产地阿根廷拉普拉塔河（Rio de la Plata）。普拉塔狸藻为南美洲的特有种。

## 外部連結
- 食虫植物照片搜寻引擎中普拉塔狸藻的照片 （页面存档备份，存于）

 维基共享资源上的相關多媒體資源：普拉塔狸藻
 維基物種上的相關：普拉塔狸藻